# Rancid (1993)
Rancid è il primo album del gruppo californiano Rancid, pubblicato nel 1993 da Epitaph Records. In questo primo album i componenti erano tre: Tim Armstrong alla chitarra e voce, Matt Freeman al basso e Brett Reed alla batteria. Infatti solo con il secondo album la band aggiunse un'altra chitarra e seconda voce quella di Lars Frederiksen che così completa la attuale formazione.

## Tracce
1. Adina – 1:40
2. Hyena – 2:55
3. Detroit – 2:24
4. Rats in the hallway – 2:22
5. Another night – 1:53
6. Animosity – 2:25
7. Outta my mind – 2:23
8. Whirlwind – 2:15
9. Rejected – 2:12
10. Injury – 2:06
11. The bottle – 2:05
12. Trenches – 2:04
13. Holiday sunrise – 1:46
14. Unwritten rules – 1:42
15. Union Blood (ghost track, contenuta nella traccia 14) – 2:04
16. Get out of my way – 1:59

## Formazione
- Tim Armstrong - chitarra e voce
- Matt Freeman - basso e voce
- Brett Reed - batteria